# رقمة شوكرانية
الرقمة الشوكرانية  أو دهمية أبو بكر أو دهمية الغزال أو خلال الغولة (الاسم العلمي: Erodium cicutarium) نوع نباتي يتبع جنس الرقمة من الفصيلة الغرنوقية.

## الموئل والانتشار
موطنها بلاد الشام ومصر والمغرب العربي وحوض البحر الأبيض المتوسط وأوروبا والقوقاز.

## مرادفات للاسم العلمي
- (باللاتينية: Geranium cicutarium L.)
- (باللاتينية: Erodium aethiopicum (Lam.) Brumh. & Thell.)
- (باللاتينية: Erodium arenarium Jord.)
- (باللاتينية: Erodium ballii Jord.)
- (باللاتينية: Erodium bipinnatum Willd.)
- (باللاتينية: Erodium chaerophyllum (Cav.) Coss.)
- (باللاتينية: Erodium danicum K. Larsen)
- (باللاتينية: Erodium glutinosum Dumort.)
- (باللاتينية: Erodium jacquinianum Fisch. & al.)
- (باللاتينية: Erodium marcuccii Parl.)
- (باللاتينية: Erodium microphyllum Pomel)
- (باللاتينية: Erodium pilosum (Thuill.) Steud.)
- (باللاتينية: Erodium pimpinellifolium (With.) Sibth.)
- (باللاتينية: Erodium praecox (Cav.) Willd.)
- (باللاتينية: Erodium primulaceum (Lange) Lange)
- (باللاتينية: Erodium sabulicola (Lange) Lange)
- (باللاتينية: Erodium salzmannii Delile)
- (باللاتينية: Erodium staphylinum Bertol.)
- (باللاتينية: Erodium sublyratum Samp.)
- (باللاتينية: Erodium tenuisectum Godr. & Gren.)
- (باللاتينية: Erodium tocranum Guitt. & Le Houér.)
- (باللاتينية: Geranium aethiopicum Lam.)
- (باللاتينية: Geranium pilosum Thuill.)
- (باللاتينية: Geranium praecox Cav.)